# Seltz
Seltz (Duits:Selz) is een gemeente in het Franse departement Bas-Rhin (regio Grand Est). De gemeente maakt deel uit van het kanton Wissembourg in het Haguenau-Wissembourg. Voor 1 januari 2015 was het deel van het kanton Seltz en het arrondissement Wissembourg, die toen beide werd opgeheven. Seltz telde op 1 januari 2022 3.168 inwoners.
De plaats ligt aan de westoever van de Rijn en is met een pontveer over die rivier verbonden met de Duitse plaats Plittersdorf. Seltz heeft een station aan de Spoorlijn Straatsburg - Lauterbourg. Van Lauterbourg rijdt deze trein door naar het Duitse Wörth am Rhein.De plaats stamt al uit de tijd van de Kelten en werd door hun Saletio genoemd. .

## Geografie
De oppervlakte van Seltz bedroeg op 1 januari 2022 21 vierkante kilometer; de bevolkingsdichtheid was toen 150,9 inwoners per km².

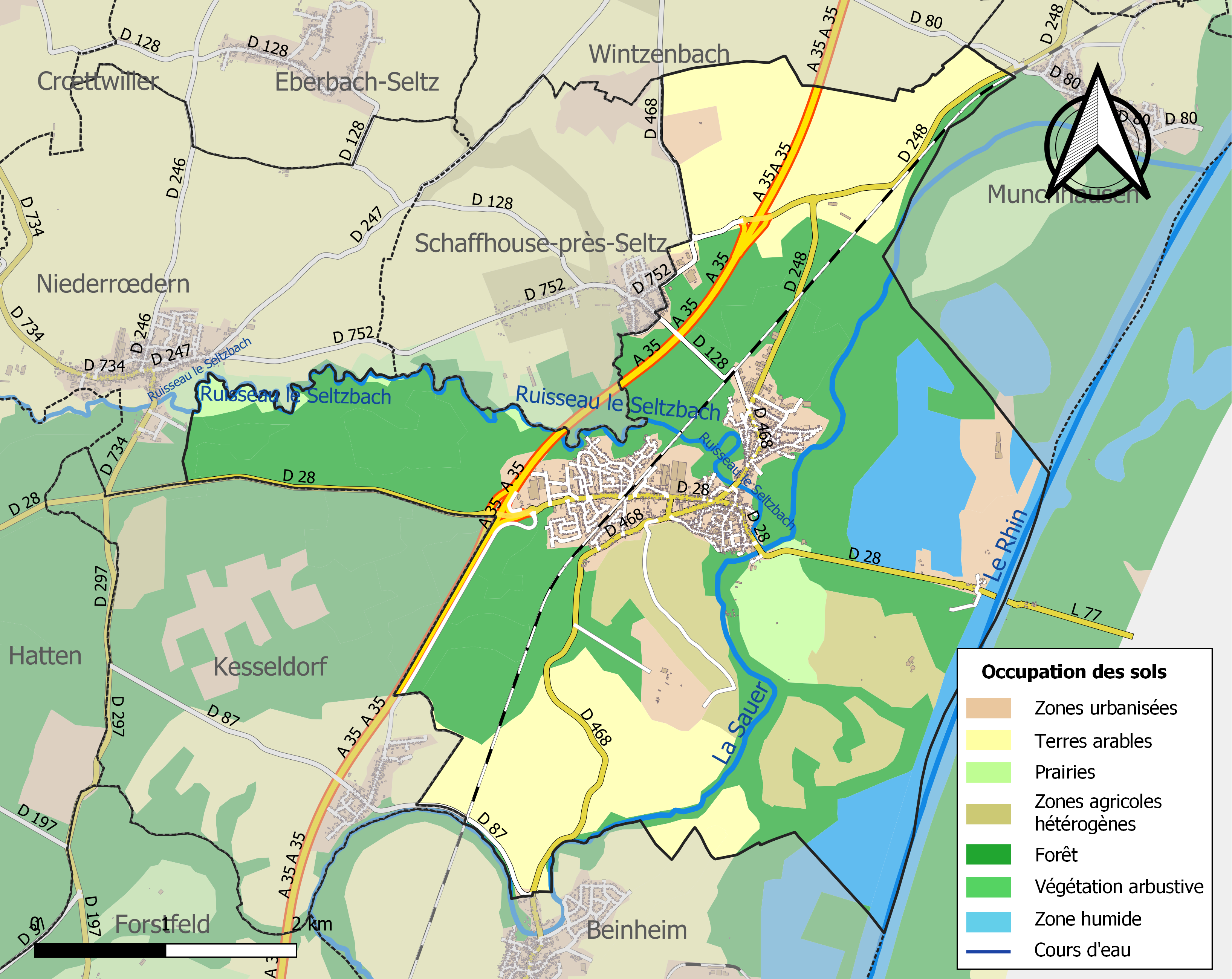
Kaart van de gemeente met de belangrijkste infrastructuur, bodemgebruik en omliggende gemeenten

## Demografie
Onderstaande figuur toont het verloop van het inwonertal (bron: INSEE-tellingen).

## Geschiedenis
- Zie proosdij Seltz.

In de omgeving van Seltz, dat in de klassieke oudheid bekend stond als een plek, waar men in een voorde de Rijn soms gemakkelijk kon oversteken, hebben in de La Tène-periode (5e eeuw v.C.)  Kelten gewoond. Dat blijkt uit talrijke archeologische vondsten, die in deze streek zijn gedaan.